# 2014–2015-ös Európa-liga (egyenes kieséses szakasz)
A 2014–2015-ös Európa-liga egyenes kieséses szakasza 2015. február 19-én kezdődik és május 27-én ér véget a varsói Nemzeti Stadionban rendezett döntővel. Az egyenes kieséses szakaszban 32 csapat vesz részt, amelyek a csoportkör során a saját csoportjuk első két helyének valamelyikén, illetve az UEFA-bajnokok ligája csoportkörének harmadik helyén végeznek.

## Lebonyolítás
A döntő kivételével mindegyik mérkőzés oda-visszavágós rendszerben zajlik. A két találkozó végén az összesítésben jobbnak bizonyuló csapatok jutnak tovább a következő körbe. Ha az összesítésnél az eredmény döntetlen, akkor az idegenben több gólt szerző csapat jut tovább. Amennyiben az idegenben lőtt gólok száma is azonos, akkor 30 perces hosszabbítást rendeznek a visszavágó rendes játékidejének lejárta után. Ha a 2x15 perces hosszabbításban gólt/gólokat szerez mindkét együttes, és az összesített állás egyenlő, akkor a vendég csapat jut tovább idegenben szerzett góllal/gólokkal. Gólnélküli hosszabbítás esetén büntetőpárbajra kerül sor.
A döntőt egy mérkőzés keretében rendezik meg. A rendes játékidő végén döntetlen esetén hosszabbítást játszanak,  ha ezután is döntetlen marad az eredmény, akkor büntetőpárbaj következik.

## A legjobb 16 közé jutásért

### Sorsolás
A legjobb 16 közé jutásért zajló mérkőzések párosításainak sorsolását 2014 december 15-én tartották.
A csapatok két kalapba kerültek.
- Kiemelt csapatok: az Európa-liga csoportkörének első helyezettjei, valamint az UEFA-bajnokok ligája csoportkörének négy legjobb harmadik helyezettje
- Nem kiemelt csapatok: az Európa-liga csoportkörének második helyezettjei, valamint az UEFA-bajnokok ligája csoportkörének másik négy harmadik helyezettje

A sorsolás során egy kiemelt csapat mellé egy nem kiemelt csapatot sorsolnak. Figyelembe veszik, hogy azonos nemzetű együttesek, illetve az azonos csoportból továbbjutó csapatok nem szerepelhetnek egymás ellen.
A második kalapban szereplő csapatok játszották az első mérkőzést hazai környezetben.
Továbbjutók az Európa-liga csoportköréből
| Színmagyarázat     |
| ------------------ |
| Kiemelt csapat     |
| Nem kiemelt csapat |

| Csoport   | Csoportelső (kiemeltek)  | Csoportmásodik (nem kiemeltek) |
| --------- | ------------------------ | ------------------------------ |
| A csoport | Borussia Mönchengladbach | Villarreal CF                  |
| B csoport | Club Brugge              | Torino FC                      |
| C csoport | Beşiktaş JK              | Tottenham Hotspur              |
| D csoport | Red Bull Salzburg        | Celtic                         |
| E csoport | Gyinamo Moszkva          | PSV Eindhoven                  |
| F csoport | Internazionale           | Dnyipro Dnyipropetrovszk       |
| G csoport | Feyenoord                | Sevilla FC                     |
| H csoport | Everton                  | VfL Wolfsburg                  |
| I csoport | SSC Napoli               | Young Boys                     |
| J csoport | Dinamo Kijiv             | Aalborg BK                     |
| K csoport | Fiorentina               | En Avant de Guingamp           |
| L csoport | Legia Warszawa           | Trabzonspor                    |

Továbbjutók az UEFA-bajnokok ligája csoportköréből
Harmadik helyezettek sorrendje
| Csoport | Csapat          | M | Gy | D | V | G+ | G– | Gk | P |
| ------- | --------------- | - | -- | - | - | -- | -- | -- | - |
| A       | Olimbiakósz     | 6 | 3  | 0 | 3 | 10 | 13 | –3 | 9 |
| G       | Sporting CP     | 6 | 2  | 1 | 3 | 12 | 12 | 0  | 7 |
| H       | Athletic Bilbao | 6 | 2  | 1 | 3 | 5  | 6  | –1 | 7 |
| C       | Zenyit          | 6 | 2  | 1 | 3 | 4  | 6  | –2 | 7 |
| D       | Anderlecht      | 6 | 1  | 3 | 2 | 8  | 10 | –2 | 6 |
| F       | Ajax            | 6 | 1  | 2 | 3 | 8  | 10 | –2 | 5 |
| B       | Liverpool FC    | 6 | 1  | 2 | 3 | 5  | 9  | –4 | 5 |
| E       | AS Roma         | 6 | 1  | 2 | 3 | 8  | 14 | –6 | 5 |

### Párosítások
Az első mérkőzéseket 2015. február 19-én, a visszavágókat február 26-án játszották.
| 1. csapat                | Össz.Tooltip Aggregate score | 2. csapat                | 1. mérk. | 2. mérk.   |
| ------------------------ | ---------------------------- | ------------------------ | -------- | ---------- |
| Young Boys               | 2–7                          | Everton                  | 1–4      | 1–3        |
| Torino FC                | 5–4                          | Athletic Bilbao          | 2–2      | 3–2        |
| Sevilla FC               | 4–2                          | Borussia Mönchengladbach | 1–0      | 3–2        |
| VfL Wolfsburg            | 2–0                          | Sporting CP              | 2–0      | 0–0        |
| Ajax                     | 4–0                          | Legia Warszawa           | 1–0      | 3–0        |
| Aalborg BK               | 1–6                          | Club Brugge              | 1–3      | 0–3        |
| Anderlecht               | 1–3                          | Gyinamo Moszkva          | 0–0      | 1–3        |
| Dnyipro Dnyipropetrovszk | 4–2                          | Olimbiakósz              | 2–0      | 2–2        |
| Trabzonspor              | 0–5                          | SSC Napoli               | 0–4      | 0–1        |
| En Avant de Guingamp     | 3–4                          | Dinamo Kijiv             | 2–1      | 1–3        |
| Villarreal CF            | 5–2                          | Red Bull Salzburg        | 2–1      | 3–1        |
| AS Roma                  | 3–2                          | Feyenoord                | 1–1      | 2–1        |
| PSV Eindhoven            | 0–4                          | Zenyit                   | 0–1      | 0–3        |
| Liverpool FC             | 1–1 (t. 4–5)                 | Beşiktaş JK              | 1–0      | 0–1 (h.u.) |
| Tottenham Hotspur        | 1–3                          | Fiorentina               | 1–1      | 0–2        |
| Celtic                   | 3–4                          | Internazionale           | 3–3      | 0–1        |

### 1. mérkőzések
| 2015. február 19. 19:00 |

| Young Boys | 1–4               | Everton                        |
| ---------- | ----------------- | ------------------------------ |
| Hoarau 10' | (1–3) Jegyzőkönyv | Lukaku 24' 39' 58' Coleman 28' |

| Stade de Suisse, Bern Játékvezető: Jorge Sousa (portugál) |

| 2015. február 19. 19:00 |

| Torino FC     | 2–2               | Athletic Bilbao         |
| ------------- | ----------------- | ----------------------- |
| López 18' 42' | (2–1) Jegyzőkönyv | Williams 9' Gurpegi 73' |

| Stadio Olimpico, Torino Játékvezető: Michael Koukoulakis (görög) |

| 2015. február 19. 19:00 |

| VfL Wolfsburg | 2–0               | Sporting CP |
| ------------- | ----------------- | ----------- |
| Dost 46' 63'  | (0–0) Jegyzőkönyv |             |

| Volkswagen Arena, Wolfsburg Játékvezető: Alon Yefet (izraeli) |

| 2015. február 19. 19:00 |

| Aalborg BK              | 1–3               | Club Brugge                                  |
| ----------------------- | ----------------- | -------------------------------------------- |
| Helenius 71' (11-esből) | (0–2) Jegyzőkönyv | Oulare 25' Refaelov 29' Petersen 61' (öngól) |

| Nordjyske Arena, Aalborg Játékvezető: Tom Harald Hagen (norvég) |

| 2015. február 19. 19:00 |

| Dnyipro Dnyipropetrovszk | 2–0               | Olimbiakósz |
| ------------------------ | ----------------- | ----------- |
| Kankava 51' Rotan 55'    | (0–0) Jegyzőkönyv |             |

| Olympic Stadium, Kijev Játékvezető: Robert Schörgenhofer (osztrák) |

| 2015. február 19. 19:00 |

| Trabzonspor | 0–4               | SSC Napoli                                          |
| ----------- | ----------------- | --------------------------------------------------- |
|             | (0–3) Jegyzőkönyv | Henrique 6' Higuaín 20' Gabbiadini 27' Zapata 90+2' |

| Hüseyin Avni Aker Stadion, Trabzon Játékvezető: Vladislav Bezborodov (orosz) |

| 2015. február 19. 19:00 |

| AS Roma      | 1–1               | Feyenoord          |
| ------------ | ----------------- | ------------------ |
| Gervinho 22' | (1–0) Jegyzőkönyv | Kazim-Richards 55' |

| Stadio Olimpico, Róma Játékvezető: Ovidiu Hațegan (román) |

| 2015. február 19. 19:00 |

| PSV Eindhoven | 0–1               | Zenyit   |
| ------------- | ----------------- | -------- |
|               | (0–0) Jegyzőkönyv | Hulk 64' |

| Philips Stadion, Eindhoven Játékvezető: Paolo Tagliavento (olasz) |

| 2015. február 19. 21:05 |

| Sevilla FC | 1–0               | Borussia Mönchengladbach |
| ---------- | ----------------- | ------------------------ |
| Iborra 70' | (0–0) Jegyzőkönyv |                          |

| Estadio Ramón Sánchez Pizjuán, Sevilla Játékvezető: Alekszandar Sztavrev (macedón) |

| 2015. február 19. 21:05 |

| Ajax      | 1–0               | Legia Warszawa |
| --------- | ----------------- | -------------- |
| Milik 35' | (1–0) Jegyzőkönyv |                |

| Amsterdam ArenA, Amszterdam Játékvezető: Jonas Eriksson (svéd) |

| 2015. február 19. 21:05 |

| Anderlecht | 0–0         | Gyinamo Moszkva |
| ---------- | ----------- | --------------- |
|            | Jegyzőkönyv |                 |

| Constant Vanden Stock Stadion, Anderlecht Játékvezető: Felix Zwayer (német) |

| 2015. február 19. 21:05 |

| En Avant de Guingamp   | 2–1               | Dinamo Kijiv |
| ---------------------- | ----------------- | ------------ |
| Beauvue 72' Diallo 75' | (0–1) Jegyzőkönyv | Veloso 19'   |

| Stade du Roudourou, Guingamp Játékvezető: Slavko Vinčić (szlovén) |

| 2015. február 19. 21:05 |

| Villarreal CF          | 2–1               | Red Bull Salzburg      |
| ---------------------- | ----------------- | ---------------------- |
| Uche 32' Cheryshev 54' | (1–0) Jegyzőkönyv | Soriano 48' (11-esből) |

| Estadio El Madrigal, Villarreal Játékvezető: Bobby Madden (skót) |

| 2015. február 19. 21:05 |

| Liverpool FC             | 1–0               | Beşiktaş JK |
| ------------------------ | ----------------- | ----------- |
| Balotelli 85' (11-esből) | (0–0) Jegyzőkönyv |             |

| Anfield, Liverpool Játékvezető: Szymon Marciniak (lengyel) |

| 2015. február 19. 21:05 |

| Tottenham Hotspur | 1–1               | Fiorentina  |
| ----------------- | ----------------- | ----------- |
| Soldado 6'        | (1–1) Jegyzőkönyv | Basanta 36' |

| White Hart Lane, Tottenham Játékvezető: Carlos Velasco Carballo (spanyol) |

| 2015. február 19. 21:05 |

| Celtic                                              | 3–3               | Internazionale             |
| --------------------------------------------------- | ----------------- | -------------------------- |
| Armstrong 24' Campagnaro 26' (öngól) Guidetti 90+3' | (2–3) Jegyzőkönyv | Shaqiri 4' Palacio 13' 45' |

| Celtic Park, Glasgow Játékvezető: Vad István (magyar) |

### 2. mérkőzések
| 2015. február 26. 18:00 |

| Gyinamo Moszkva                      | 3–1               | Anderlecht   |
| ------------------------------------ | ----------------- | ------------ |
| Kozlov 47' Yusupov 64' Kurányi 90+5' | (0–1) Jegyzőkönyv | Mitrović 29' |

| Arena Khimki, Khimki Játékvezető: Svein Oddvar Moen (norvég) |

| 2015. február 26. 18:00 |

| Zenyit                  | 3–0               | PSV Eindhoven |
| ----------------------- | ----------------- | ------------- |
| Rondón 29' 67' Hulk 48' | (1–0) Jegyzőkönyv |               |

| Petrovszkij Stadion, Szentpétervár Játékvezető: Cüneyt Çakır (török) |

| 2015. február 26. 19:00 |

| Borussia Mönchengladbach | 2–3               | Sevilla FC                        |
| ------------------------ | ----------------- | --------------------------------- |
| Xhaka 19' Hazard 29'     | (2–2) Jegyzőkönyv | Stranzl 8' (öngól) Vitolo 26' 79' |

| Borussia-Park Stadion, Mönchengladbach Játékvezető: Marijo Strahonja (horvát) |

| 2015. február 26. 19:00 |

| Legia Warszawa | 0–3               | Ajax                        |
| -------------- | ----------------- | --------------------------- |
|                | (0–3) Jegyzőkönyv | Milik 11' 43' Viergever 13' |

| Lengyel Hadsereg Stadion, Varsó Játékvezető: David Fernández Borbalán (spanyol) |

| 2015. február 26. 19:00 |

| Dinamo Kijiv                                       | 3–1               | En Avant de Guingamp |
| -------------------------------------------------- | ----------------- | -------------------- |
| Teodorczyk 31' Buyalskyi 46' Husyev 75' (11-esből) | (1–0) Jegyzőkönyv | Mandanne 68'         |

| Olympic Stadium, Kijev Játékvezető: Martin Strömbergsson (svéd) |

| 2015. február 26. 19:00 |

| Red Bull Salzburg | 1–3               | Villarreal CF                    |
| ----------------- | ----------------- | -------------------------------- |
| Djuricin 18'      | (1–1) Jegyzőkönyv | Vietto 33' 76' G. dos Santos 79' |

| Red Bull Arena, Wals-Siezenheim Játékvezető: Kenn Hansen (dán) |

| 2015. február 26. 19:00 |

| Beşiktaş JK                      | 1–0 (h. u.)                 | Liverpool FC                     |
| -------------------------------- | --------------------------- | -------------------------------- |
| Arslan 72'                       | (0–0, 1–0, 1–0) Jegyzőkönyv |                                  |
| Büntetőpárbaj                    |                             |                                  |
| Ba Töre Kavlak Hutchinson Arslan | 5–4                         | Lambert Lallana Can Allen Lovren |

| Atatürk Olympic Stadium, Isztambul Játékvezető: Damir Skomina (szlovén) |

| 2015. február 26. 19:00 |

| Fiorentina           | 2–0               | Tottenham Hotspur |
| -------------------- | ----------------- | ----------------- |
| Gómez 54' Szaláh 71' | (0–0) Jegyzőkönyv |                   |

| Stadio Artemio Franchi, Firenze Játékvezető: Hüseyin Göçek (török) |

| 2015. február 26. 19:00 |

| Internazionale | 1–0               | Celtic |
| -------------- | ----------------- | ------ |
| Guarín 88'     | (0–0) Jegyzőkönyv |        |

| San Siro, Milánó Játékvezető: Ivan Kružliak (szlovák) |

| 2015. február 26. 21:05 |

| Everton                                | 3–1               | Young Boys |
| -------------------------------------- | ----------------- | ---------- |
| Lukaku 25' (11-esből) 30' Mirallas 42' | (3–1) Jegyzőkönyv | Sanogo 13' |

| Goodison Park, Liverpool Játékvezető: Stefan Johannesson |

| 2015. február 26. 21:05 |

| Athletic Bilbao          | 2–3               | Torino FC                                         |
| ------------------------ | ----------------- | ------------------------------------------------- |
| Iraola 44' de Marcos 61' | (1–2) Jegyzőkönyv | Quagliarella 16' (11-esből) López 45' Darmian 67' |

| San Mamés Stadion, Bilbao Játékvezető: Liran Liany |

| 2015. február 26. 21:05 |

| Sporting CP | 0–0         | VfL Wolfsburg |
| ----------- | ----------- | ------------- |
|             | Jegyzőkönyv |               |

| Estádio José Alvalade, Lisszabon Játékvezető: Ruddy Buquet |

| 2015. február 26. 21:05 |

| Club Brugge                                 | 3–0               | Aalborg BK |
| ------------------------------------------- | ----------------- | ---------- |
| Vázquez 11' Oularé 64' Bolingoli-Mbombo 74' | (1–0) Jegyzőkönyv |            |

| Jan Breydel Stadium, Bruges Játékvezető: Anasztásziosz Szidirópulosz |

| 2015. február 26. 21:05 |

| Olimbiakósz                            | 2–2               | Dnyipro Dnyipropetrovszk  |
| -------------------------------------- | ----------------- | ------------------------- |
| Mitroglou 14' Domínguez 89' (11-esből) | (1–1) Jegyzőkönyv | Fedetskyi 22' Kalinić 90' |

| Karaiszkákisz Stadion, Pireusz Játékvezető: Danny Makkelie |

| 2015. február 26. 21:05 |

| SSC Napoli    | 1–0               | Trabzonspor |
| ------------- | ----------------- | ----------- |
| de Guzmán 19' | (1–0) Jegyzőkönyv |             |

| San Paolo stadion, Nápoly Játékvezető: Ivan Bebek |

| 2015. február 26. 21:05 |

| Feyenoord | 1–2               | AS Roma                 |
| --------- | ----------------- | ----------------------- |
| Manu 57'  | (0–1) Jegyzőkönyv | Ljajić 45' Gervinho 60' |

| De Kuip, Rotterdam Játékvezető: Clément Turpin |

## Nyolcaddöntők
A sorsolást 2015. február 27-én tartották. Az első mérkőzéseket 2015. március 12-én, a visszavágókat március 19-én játszották.
| 1. csapat                | Össz.Tooltip Aggregate score | 2. csapat       | 1. mérk. | 2. mérk.   |
| ------------------------ | ---------------------------- | --------------- | -------- | ---------- |
| Everton                  | 4–6                          | Dinamo Kijiv    | 2–1      | 2–5        |
| Dnyipro Dnyipropetrovszk | 2–2 (i.g.)                   | Ajax            | 1–0      | 1–2 (h.u.) |
| Zenyit                   | 2–1                          | Torino FC       | 2–0      | 0–1        |
| VfL Wolfsburg            | 5–2                          | Internazionale  | 3–1      | 2–1        |
| Villarreal CF            | 2–5                          | Sevilla FC      | 1–3      | 1–2        |
| SSC Napoli               | 3–1                          | Gyinamo Moszkva | 3–1      | 0–0        |
| Club Brugge              | 5–2                          | Beşiktaş JK     | 2–1      | 3–1        |
| Fiorentina               | 4–1                          | AS Roma         | 1–1      | 3–0        |

### 1. mérkőzések
| 2015. március 12. 18:00 |

| Zenyit                  | 2–0               | Torino FC |
| ----------------------- | ----------------- | --------- |
| Witsel 38' Criscito 53' | (1–0) Jegyzőkönyv |           |

| Petrovszkij Stadion, Szentpétervár Játékvezető: Jorge Sousa (portugál) |

| 2015. március 12. 19:00 |

| Dnyipro Dnyipropetrovszk | 1–0               | Ajax |
| ------------------------ | ----------------- | ---- |
| Zozulya 30'              | (1–0) Jegyzőkönyv |      |

| Olympic Stadium, Kijev Játékvezető: Ivan Bebek (horvát) |

| 2015. március 12. 19:00 |

| VfL Wolfsburg               | 3–1               | Internazionale |
| --------------------------- | ----------------- | -------------- |
| Naldo 28' De Bruyne 63' 76' | (1–1) Jegyzőkönyv | Palacio 6'     |

| Volkswagen Arena, Wolfsburg Játékvezető: Szymon Marciniak (lengyel) |

| 2015. március 12. 19:00 |

| Club Brugge                           | 2–1               | Beşiktaş JK |
| ------------------------------------- | ----------------- | ----------- |
| De Sutter 62' Refaelov 79' (11-esből) | (0–0) Jegyzőkönyv | Töre 46'    |

| Jan Breydel Stadium, Bruges Játékvezető: Craig Thomson (skót) |

| 2015. március 12. 21:05 |

| Everton                            | 2–1               | Dinamo Kijiv |
| ---------------------------------- | ----------------- | ------------ |
| Naismith 39' Lukaku 82' (11-esből) | (1–1) Jegyzőkönyv | Husyev 14'   |

| Goodison Park, Liverpool Játékvezető: Carlos Velasco Carballo (spanyol) |

| 2015. március 12. 21:05 |

| Villarreal CF | 1–3               | Sevilla FC                     |
| ------------- | ----------------- | ------------------------------ |
| Vietto 48'    | (0–2) Jegyzőkönyv | Vitolo 1' Mbia 26' Gameiro 50' |

| Estadio El Madrigal, Villarreal Játékvezető: Daniele Orsato (olasz) |

| 2015. március 12. 21:05 |

| SSC Napoli                     | 3–1               | Gyinamo Moszkva |
| ------------------------------ | ----------------- | --------------- |
| Higuaín 25' 31' (11-esből) 55' | (2–1) Jegyzőkönyv | Kurányi 2'      |

| San Paolo stadion, Nápoly Játékvezető: Anasztásziosz Szidirópulosz (görög) |

| 2015. március 12. 21:05 |

| Fiorentina | 1–1               | AS Roma   |
| ---------- | ----------------- | --------- |
| Iličić 17' | (1–0) Jegyzőkönyv | Keita 77' |

| Stadio Artemio Franchi, Firenze Játékvezető: Antonio Mateu Lahoz (spanyol) |

### 2. mérkőzések
| 2015. március 19. 18:00 |

| Gyinamo Moszkva | 0–0         | SSC Napoli |
| --------------- | ----------- | ---------- |
|                 | Jegyzőkönyv |            |

| Arena Khimki, Khimki Játékvezető: Bas Nijhuis (holland) |

| 2015. március 19. 19:00 |

| Dinamo Kijiv                                                    | 5–2               | Everton                 |
| --------------------------------------------------------------- | ----------------- | ----------------------- |
| Yarmolenko 21' Teodorczyk 35' Veloso 37' Husyev 56' Antunes 76' | (3–1) Jegyzőkönyv | Lukaku 29' Jagielka 82' |

| Olympic Stadium, Kijev Játékvezető: Deniz Aytekin (német) |

| 2015. március 19. 19:00 |

| AS Roma | 0–3               | Fiorentina                                    |
| ------- | ----------------- | --------------------------------------------- |
|         | (0–3) Jegyzőkönyv | Gonzalo 10' (11-esből) Alonso 18' Basanta 22' |

| Stadio Olimpico, Róma Játékvezető: Cüneyt Çakır (török) |

| 2015. március 19. 21:05 |

| Ajax                          | 2–1 (h. u.)                 | Dnyipro Dnyipropetrovszk |
| ----------------------------- | --------------------------- | ------------------------ |
| Bazoer 60' Van der Hoorn 117' | (0–0, 1–0, 1–1) Jegyzőkönyv | Konoplyanka 97'          |

| Amsterdam ArenA, Amszterdam Játékvezető: Aleksei Kulbakov (fehérorosz) |

| 2015. március 19. 21:05 |

| Torino FC | 1–0               | Zenyit |
| --------- | ----------------- | ------ |
| Glik 90'  | (0–0) Jegyzőkönyv |        |

| Stadio Olimpico, Torino Játékvezető: Matej Jug (szlovén) |

| 2015. március 19. 21:05 |

| Internazionale | 1–2               | VfL Wolfsburg              |
| -------------- | ----------------- | -------------------------- |
| Palacio 71'    | (0–1) Jegyzőkönyv | Caligiuri 24' Bendtner 89' |

| San Siro, Milánó Játékvezető: Mark Clattenburg (angol) |

| 2015. március 19. 21:05 |

| Sevilla FC            | 2–1               | Villarreal CF     |
| --------------------- | ----------------- | ----------------- |
| Iborra 69' Suárez 83' | (0–0) Jegyzőkönyv | G. dos Santos 73' |

| Estadio Ramón Sánchez Pizjuán, Sevilla Játékvezető: Martin Atkinson (angol) |

| 2015. március 19. 21:05 |

| Beşiktaş JK | 1–3               | Club Brugge                            |
| ----------- | ----------------- | -------------------------------------- |
| Ramon 48'   | (0–0) Jegyzőkönyv | De Sutter 61' Bolingoli-Mbombo 80' 90' |

| Atatürk Olympic Stadium, Isztambul Játékvezető: Szergej Karaszjov (orosz) |

## Negyeddöntők
A negyeddöntők sorsolását 2015. március 20-án tartották. Az első mérkőzéseket 2015. április 16-án, a visszavágókat április 23-án játszották.
| 1. csapat     | Össz.Tooltip Aggregate score | 2. csapat                | 1. mérk. | 2. mérk. |
| ------------- | ---------------------------- | ------------------------ | -------- | -------- |
| Sevilla FC    | 4–3                          | Zenyit                   | 2–1      | 2–2      |
| Club Brugge   | 0–1                          | Dnyipro Dnyipropetrovszk | 0–0      | 0–1      |
| Dinamo Kijiv  | 1–3                          | Fiorentina               | 1–1      | 0–2      |
| VfL Wolfsburg | 3–6                          | SSC Napoli               | 1–4      | 2–2      |

### 1. mérkőzések
| 2015. április 16. 21:05 |

| Sevilla FC           | 2–1               | Zenyit         |
| -------------------- | ----------------- | -------------- |
| Bacca 73' Suárez 88' | (0–1) Jegyzőkönyv | Ryazantsev 29' |

| Estadio Ramón Sánchez Pizjuán, Sevilla Játékvezető: Bas Nijhuis (holland) |

| 2015. április 16. 21:05 |

| Club Brugge | 0–0         | Dnyipro Dnyipropetrovszk |
| ----------- | ----------- | ------------------------ |
|             | Jegyzőkönyv |                          |

| Jan Breydel Stadium, Bruges Játékvezető: Damir Skomina (szlovén) |

| 2015. április 16. 21:05 |

| Dinamo Kijiv | 1–1               | Fiorentina    |
| ------------ | ----------------- | ------------- |
| Lens 36'     | (1–0) Jegyzőkönyv | Babacar 90+2' |

| Olympic Stadium, Kijev Játékvezető: Szymon Marciniak (lengyel) |

| 2015. április 16. 21:05 |

| VfL Wolfsburg | 1–4               | SSC Napoli                                |
| ------------- | ----------------- | ----------------------------------------- |
| Bendtner 80'  | (0–2) Jegyzőkönyv | Higuaín 15' Hamšík 23' 64' Gabbiadini 77' |

| Volkswagen Arena, Wolfsburg Játékvezető: Antonio Mateu Lahoz (spanyol) |

### 2. mérkőzések
| 2015. április 23. 21:05 |

| Zenyit              | 2–2               | Sevilla FC                      |
| ------------------- | ----------------- | ------------------------------- |
| Rondón 48' Hulk 72' | (0–1) Jegyzőkönyv | Bacca 6' (11-esből) Gameiro 85' |

| Petrovszkij Stadion, Szentpétervár Játékvezető: Nicola Rizzoli (olasz) |

| 2015. április 23. 21:05 |

| Dnyipro Dnyipropetrovszk | 1–0               | Club Brugge |
| ------------------------ | ----------------- | ----------- |
| Shakhov 82'              | (0–0) Jegyzőkönyv |             |

| Olympic Stadium, Kijev Játékvezető: Alberto Undiano Mallenco (spanyol) |

| 2015. április 23. 21:05 |

| Fiorentina             | 2–0               | Dinamo Kijiv |
| ---------------------- | ----------------- | ------------ |
| Gómez 43' Vargas 90+4' | (1–0) Jegyzőkönyv |              |

| Stadio Artemio Franchi, Firenze Játékvezető: Jonas Eriksson (svéd) |

| 2015. április 23. 21:05 |

| SSC Napoli               | 2–2               | VfL Wolfsburg         |
| ------------------------ | ----------------- | --------------------- |
| Callejón 50' Mertens 65' | (0–0) Jegyzőkönyv | Klose 72' Perišić 73' |

| San Paolo stadion, Nápoly Játékvezető: Cüneyt Çakır (török) |

## Elődöntők
Az elődöntők sorsolását 2015. április 24-én tartották. Az első mérkőzéseket 2015. május 7-én, a visszavágókat május 14-én játszották.
| 1. csapat  | Össz.Tooltip Aggregate score | 2. csapat                | 1. mérk. | 2. mérk. |
| ---------- | ---------------------------- | ------------------------ | -------- | -------- |
| SSC Napoli | 1–2                          | Dnyipro Dnyipropetrovszk | 1–1      | 0–1      |
| Sevilla FC | 5–0                          | Fiorentina               | 3–0      | 2–0      |

### 1. mérkőzések
| 2015. május 7. 21:05 |

| SSC Napoli | 1–1               | Dnyipro Dnyipropetrovszk |
| ---------- | ----------------- | ------------------------ |
| López 50'  | (0–0) Jegyzőkönyv | Seleznyov 81'            |

| San Paolo stadion, Nápoly Játékvezető: Svein Oddvar Moen (norvég) |

| 2015. május 7. 21:05 |

| Sevilla FC                | 3–0               | Fiorentina |
| ------------------------- | ----------------- | ---------- |
| Vidal 17' 52' Gameiro 75' | (1–0) Jegyzőkönyv |            |

| Estadio Ramón Sánchez Pizjuán, Sevilla Játékvezető: Felix Brych (német) |

### 2. mérkőzések
| 2015. május 14. 21:05 |

| Dnyipro Dnyipropetrovszk | 1–0               | SSC Napoli |
| ------------------------ | ----------------- | ---------- |
| Seleznyov 58'            | (0–0) Jegyzőkönyv |            |

| Olympic Stadium, Kijev Játékvezető: Milorad Mažić (szerb) |

| 2015. május 14. 21:05 |

| Fiorentina | 0–2               | Sevilla FC            |
| ---------- | ----------------- | --------------------- |
|            | (0–2) Jegyzőkönyv | Bacca 22' Carriço 27' |

| Stadio Artemio Franchi, Firenze Játékvezető: Damir Skomina (szlovén) |

## Döntő
| 2015. május 27. 20:45 (CEST) |

| Dnyipro Dnyipropetrovszk | 2–3               | Sevilla FC                   |
| ------------------------ | ----------------- | ---------------------------- |
| Kalinić 7' Rotan 44'     | (2–2) Jegyzőkönyv | Krychowiak 28' Bacca 31' 73' |

| Nemzeti Stadion, Varsó Nézőszám: 45 000 Játékvezető: Martin Atkinson (angol) |